# Breeding Death
Breeding Death – debiutancki minialbum szwedzkiej deathmetalowej grupy Bloodbath, który ukazał się 8 lutego 2000 roku nakładem Century Media.
Minialbum Breeding Death został nagrany w styczniu 1999 roku w Örebro w studiu The Sanctuary, należącym do Dana Swanö, który również tę płytę wyprodukował. Okładkę zaprojektował Axel Hermann, współpracujący m.in. z Asphyx (God Cries) i Grave (You'll Never See).

## Lista utworów
| Nr | Tytuł utworu         | Słowa             | Muzyka    | Długość |
| -- | -------------------- | ----------------- | --------- | ------- |
| 1. | „Breeding Death”     | Åkerfeldt, Renkse | Bloodbath | 4:25    |
| 2. | „Ominous Bloodvomit” | Åkerfeldt, Renkse | Bloodbath | 3:46    |
| 3. | „Furnace Funeral”    | Åkerfeldt, Renkse | Bloodbath | 5:03    |
|    |                      |                   |           | 13:14   |

## Twórcy
- Mikael Åkerfeldt – śpiew
- Anders Nyström – gitara, wokal wspierający
- Jonas Renkse – gitara basowa, wokal wspierający
- Dan Swanö – perkusja, wokal wspierający

## Wydania
- W 2005 roku Breeding Death zostało wydane przez Century Media na płycie gramofonowej w limitowanym nakładzie 500 egzemplarzy[2].
- W 2006 ukazała się reedycja Breeding Death na CD z nowym opracowaniem graficznym oraz dwoma dodatkowymi utworami – "Breeding Death (Demo)" i "Ominous Bloodvomit (Demo)"[2][5].
- 8 stycznia 2010 roku nakładem Animate Records ukazała się edycja Breeding Death na płycie gramofonowej w limitowanym nakładzie 999 egzemplarzy[6].

Tabelę opracowano na podstawie materiału źródłowego.
| Rok wydania | Format | Numer katalogowy | Wytwórnia             | Region            |
| ----------- | ------ | ---------------- | --------------------- | ----------------- |
| 2000        | CD     | 77255-3          | Century Media Records | Europa            |
| 2000        | CD     | 7955-2           | Century Media Records | Stany Zjednoczone |
| 2005        | LP     | 22001-1P         | Century Media Records |                   |
| 2006        | CD     | 77618-2          | Century Media Records | Europa            |
| 2010        | LP     | AR030            | Animate Records       | Europa            |